# NGC 2617
NGC 2617 est une galaxie spirale située dans la constellation de l'Hydre.  NGC 2617 a été découverte par l'astronome français Édouard Stephan en 1885.

## Caractéristiques
Sa vitesse par rapport au fond diffus cosmologique est de (4 549 ± 21) km/s, ce qui correspond à une distance de Hubble de 67,1 ± 4,7 Mpc (∼219 millions d'al).
NGC 2617 est une galaxie active de type Seyfert 1.8 et elle présente une large raie HI.

## Identification de NGC 2617
La galaxie NGC 2617 est parfois faussement identifiée à la galaxie PGC 24136 qui se trouve juste à côté. Puisque la vitesse radiale de PGC 24136 est de 4 405 km/s comparée à 4 260 km/s pour NGC 2617, ces deux galaxies sont à peu près à la même distance de la Voie lactée et elles forment peut-être une paire de galaxies en interaction gravitationnelle.